# Heinz Schiestl
Heinz Schiestl, eigentlich Heinrich Schiestl (* 23. Februar 1867 in Zell am Ziller; † 11. April 1940 in Würzburg), war ein österreichisch-deutscher Bildhauer und Grafiker.

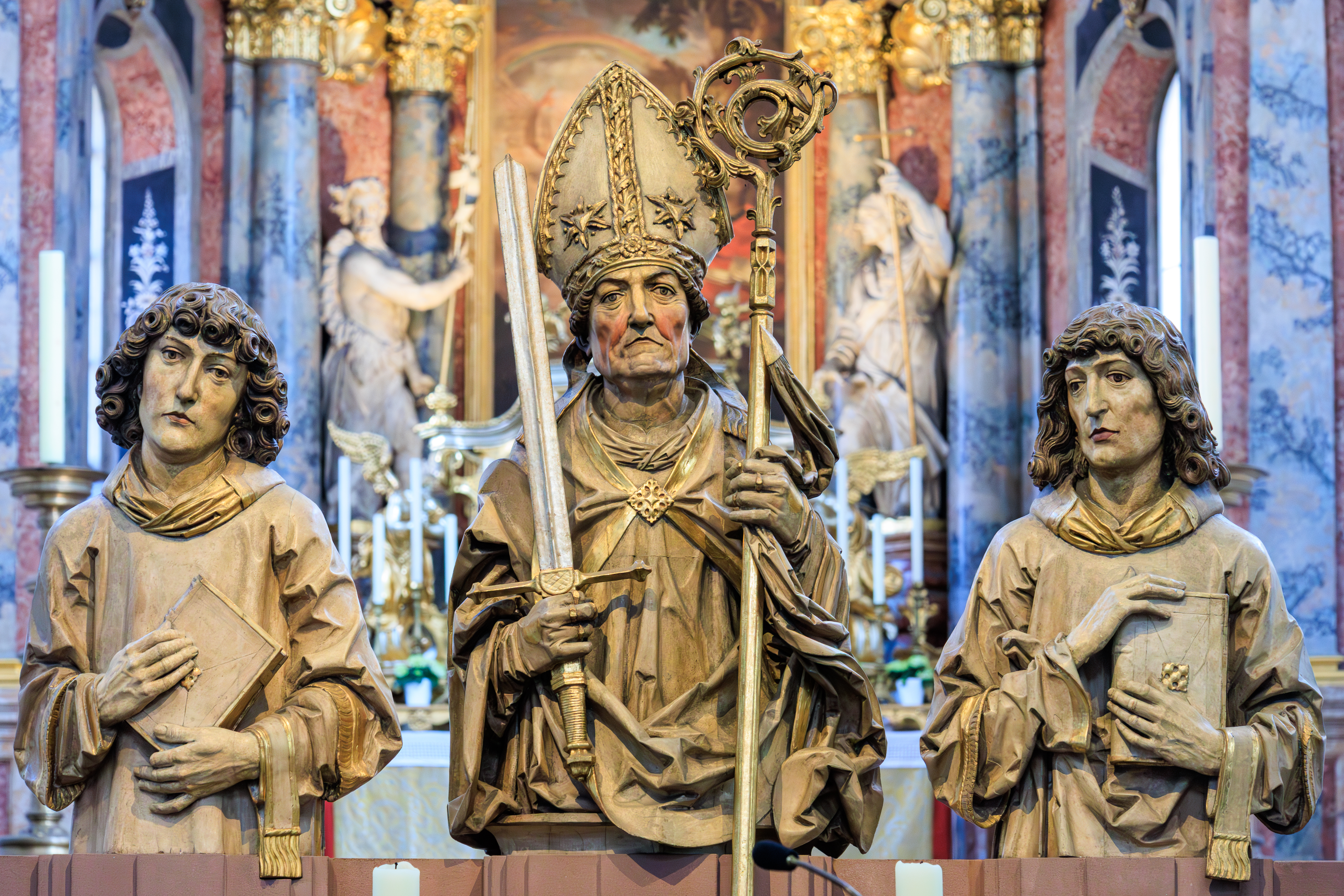
Kilian, Kolonat und Totnan, Kopien der Riemenschneider-Holzfiguren von Heinz Schiestl in der Neumünster-Kirche, Würzburg, 1910

## Leben
Heinrich Schiestl, Sohn eines im Zillertal ansässigen Bildschnitzers Matthäus Schiestl des Älteren (1834–1915), der älteste der drei Brüder Schiestl. Die Familie Schiestl zog im Jahre 1873 nach Würzburg. Hier besuchte Heinrich Schiestl die Petererschule und ging wie seine Brüder Matthäus und Rudolf bei seinem Vater, Matthäus dem Älteren, in die Lehre. Weiter erhielt er Zeichen- und Modellierunterricht beim Polytechnischen Zentralverein in Würzburg und an der Schmidschen Privatschule in München. Ab 1892 studierte Schiestl zwei Semester bei Syrius Eberle in München.
Die väterliche Werkstatt in Würzburg übernahm er 1896. 1908 heiratete er die Münchener Volksschullehrerin Linda Wölfel, die bereits 1922 im Alter von 46 Jahren starb. 1937 verlieh ihm die Stadt Würzburg anlässlich seines 70. Geburtstages die Silberne Stadtplakette sowie den Riemenschneiderpreis für Bildende Kunst. Am 11. April 1940 starb Heinz Schiestl an Bauchwassersucht und wurde im Familiengrab auf dem Würzburger Hauptfriedhof beigesetzt.

## Werk
Heinz Schiestl stattete zahlreiche fränkische Kirchen mit seinen Altären, Kreuzwegstationen, Statuen und weiteren Werken aus. Die Figuren des Hochaltars von St. Burkard (Würzburg) schnitzten Heinz und sein Vater Matthäus Schiestl der Ältere; sein Bruder Matthäus Schiestl der Jüngere schuf die Gemälde. Es entstanden auch zahlreiche Kriegerdenkmäler und profane Stücke.
Über 20 Städte beauftragten Schiestl mit der Gestaltung von Notgeld.
Die nach dem Ersten Weltkrieg entstandenen sogenannten Schiestl-Scheine werden noch rege gehandelt.

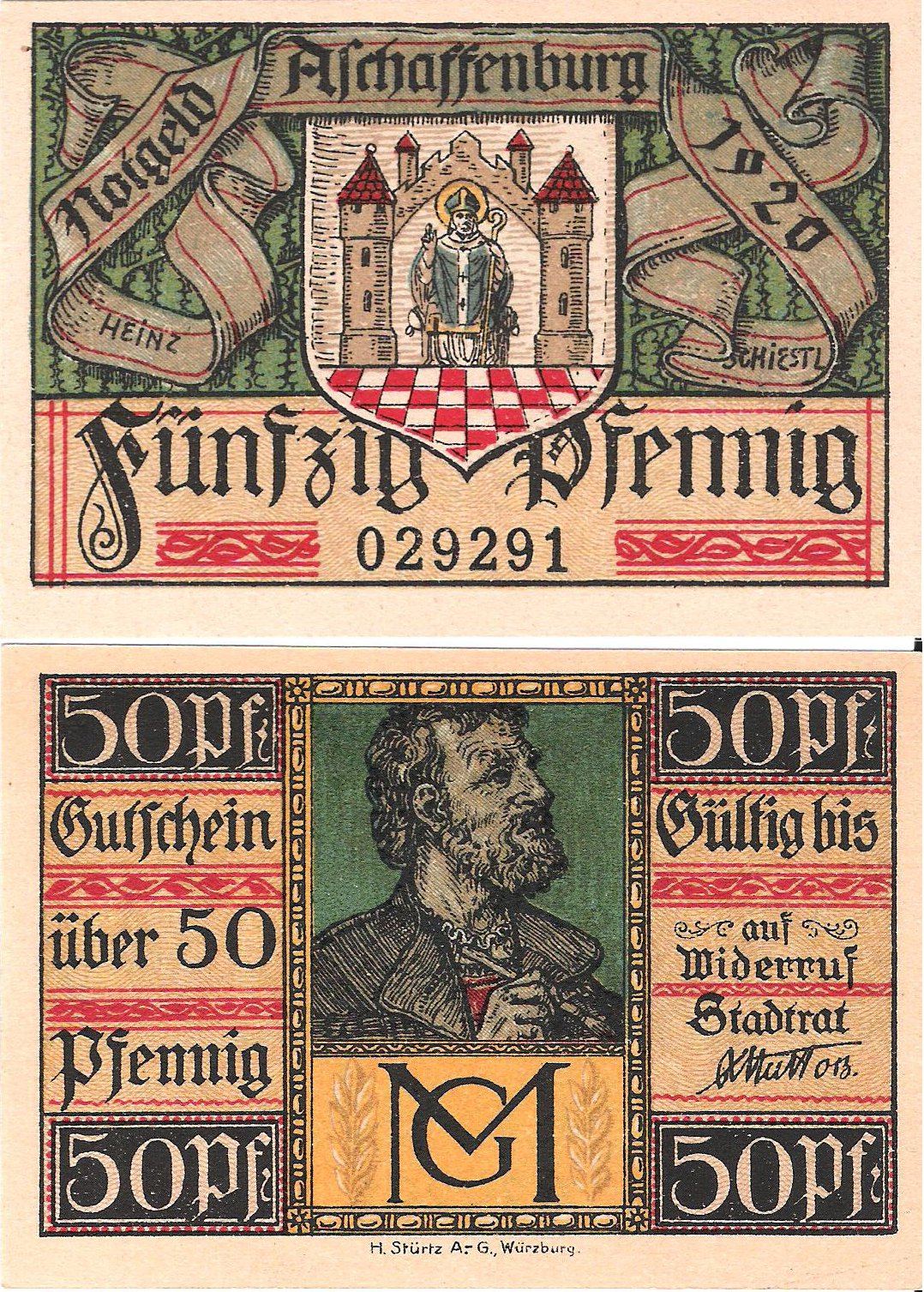
Aschaffenburg 50 Pfennig
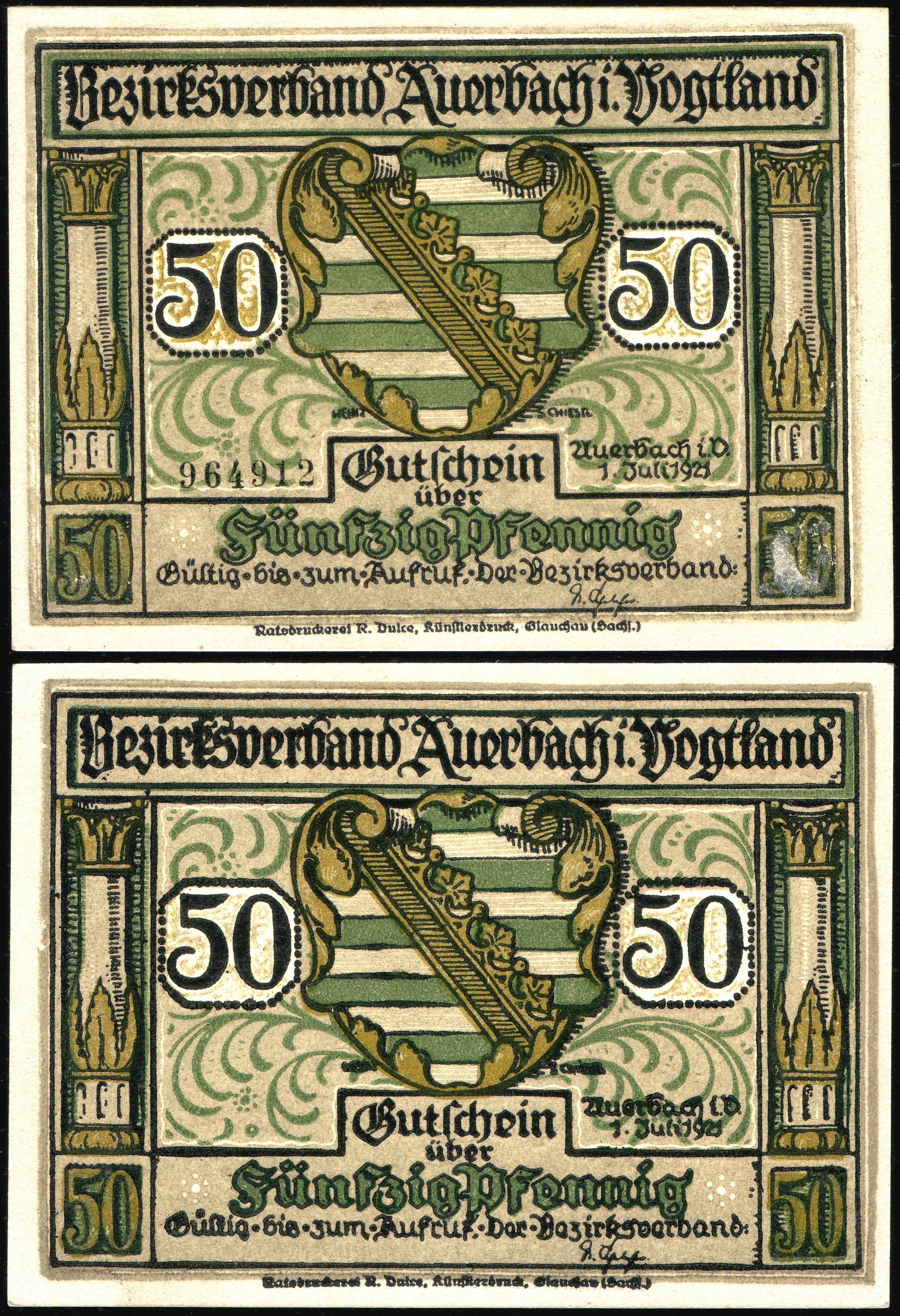
Auerbach im Vogtland 50 Pfennig, 1921
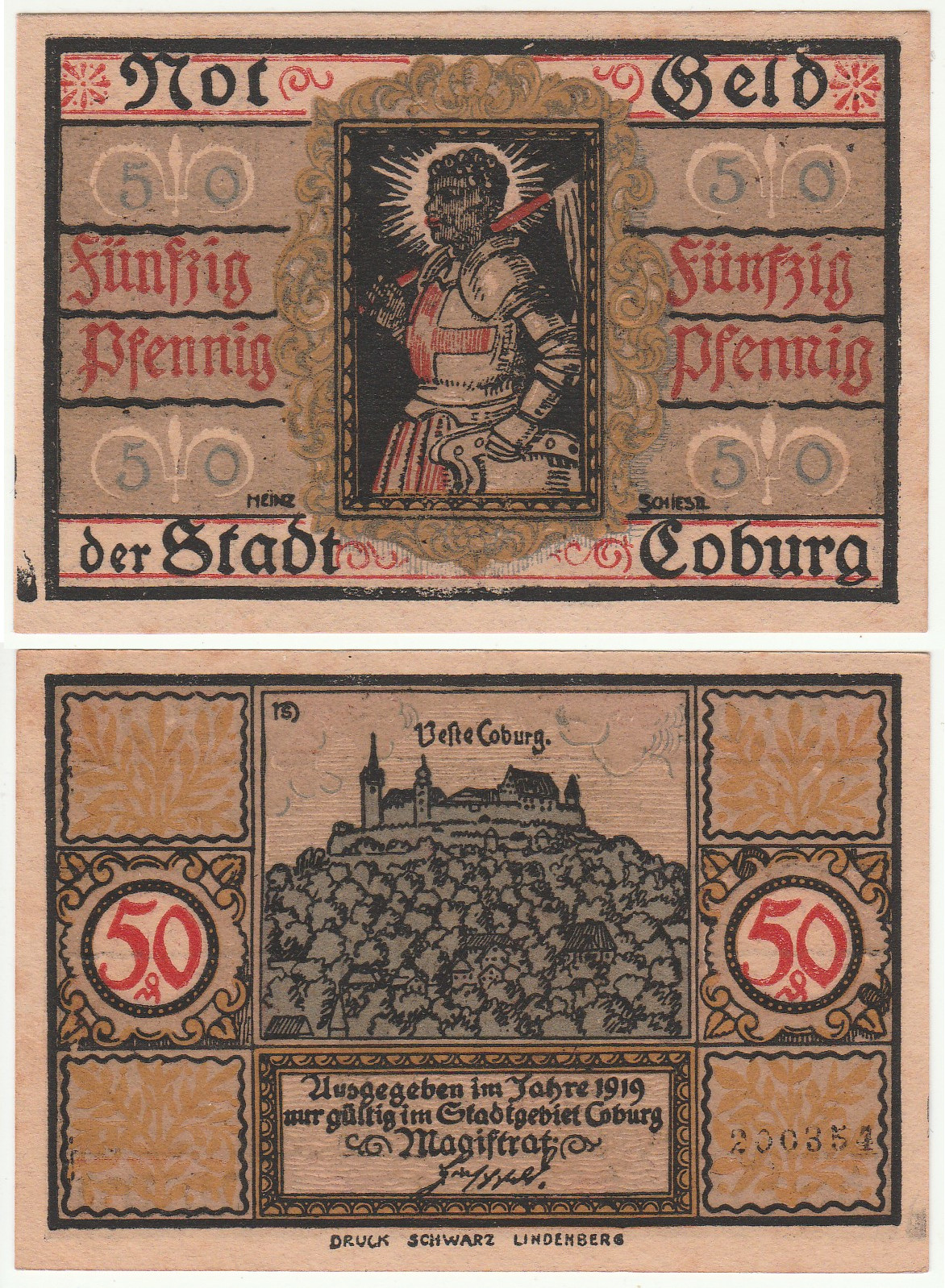
Coburg 50 Pfennig, 1919
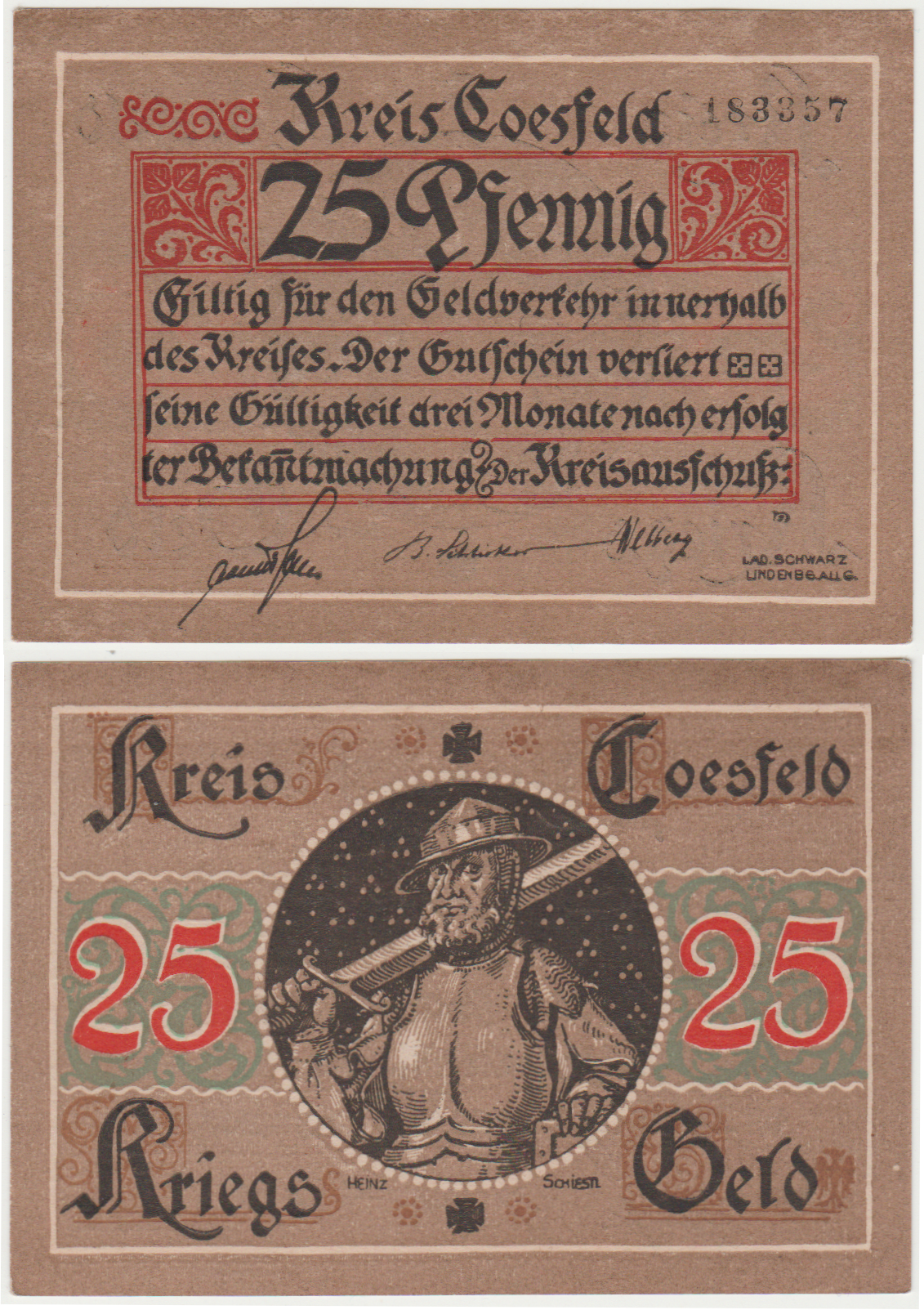
Coesfeld 25 Pfennig, undatiert
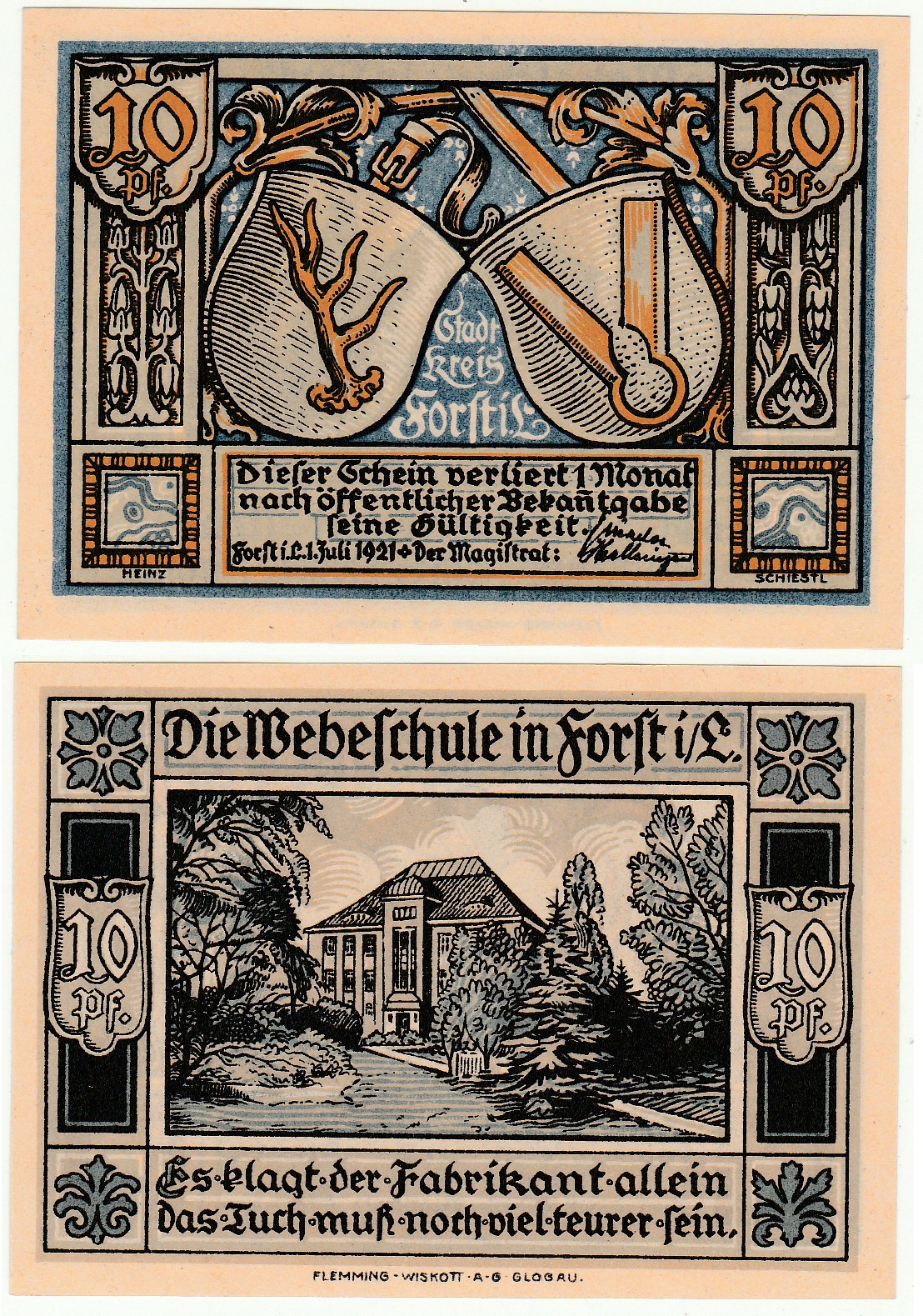
Forst 10 Pfennig 1921
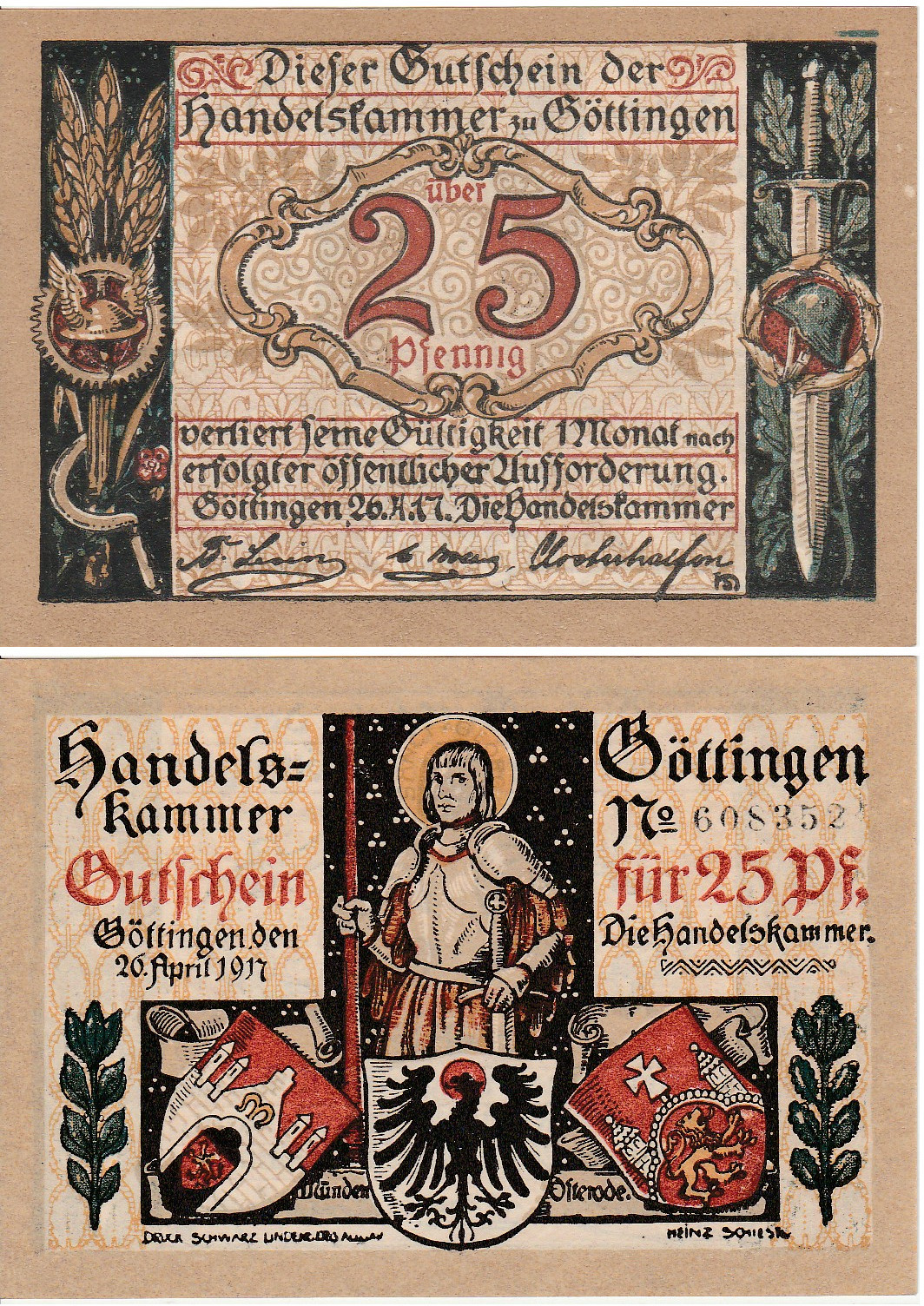
Göttingen 25 Pfennig 1917
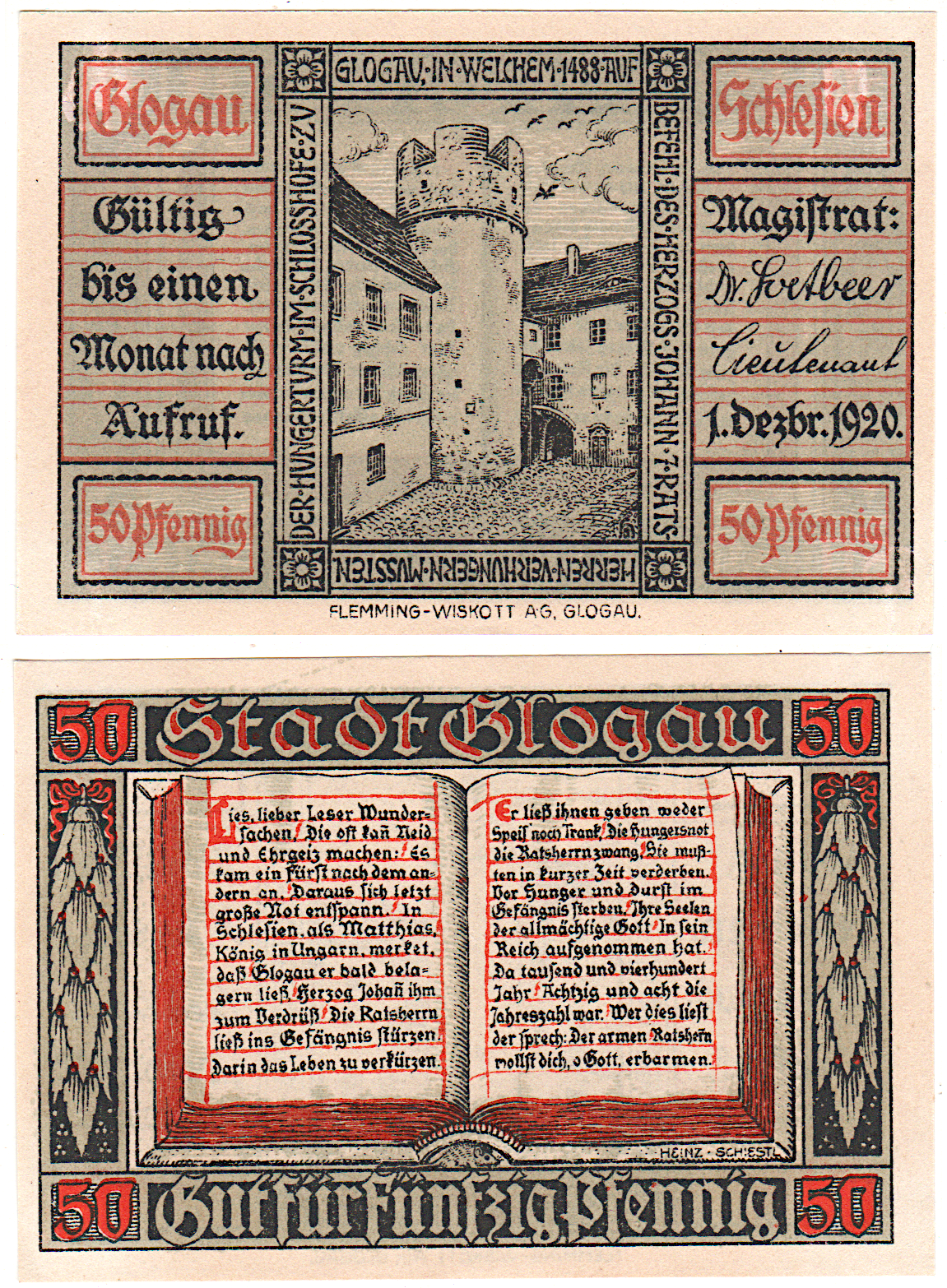
Glogau 50 Pfennig 1920
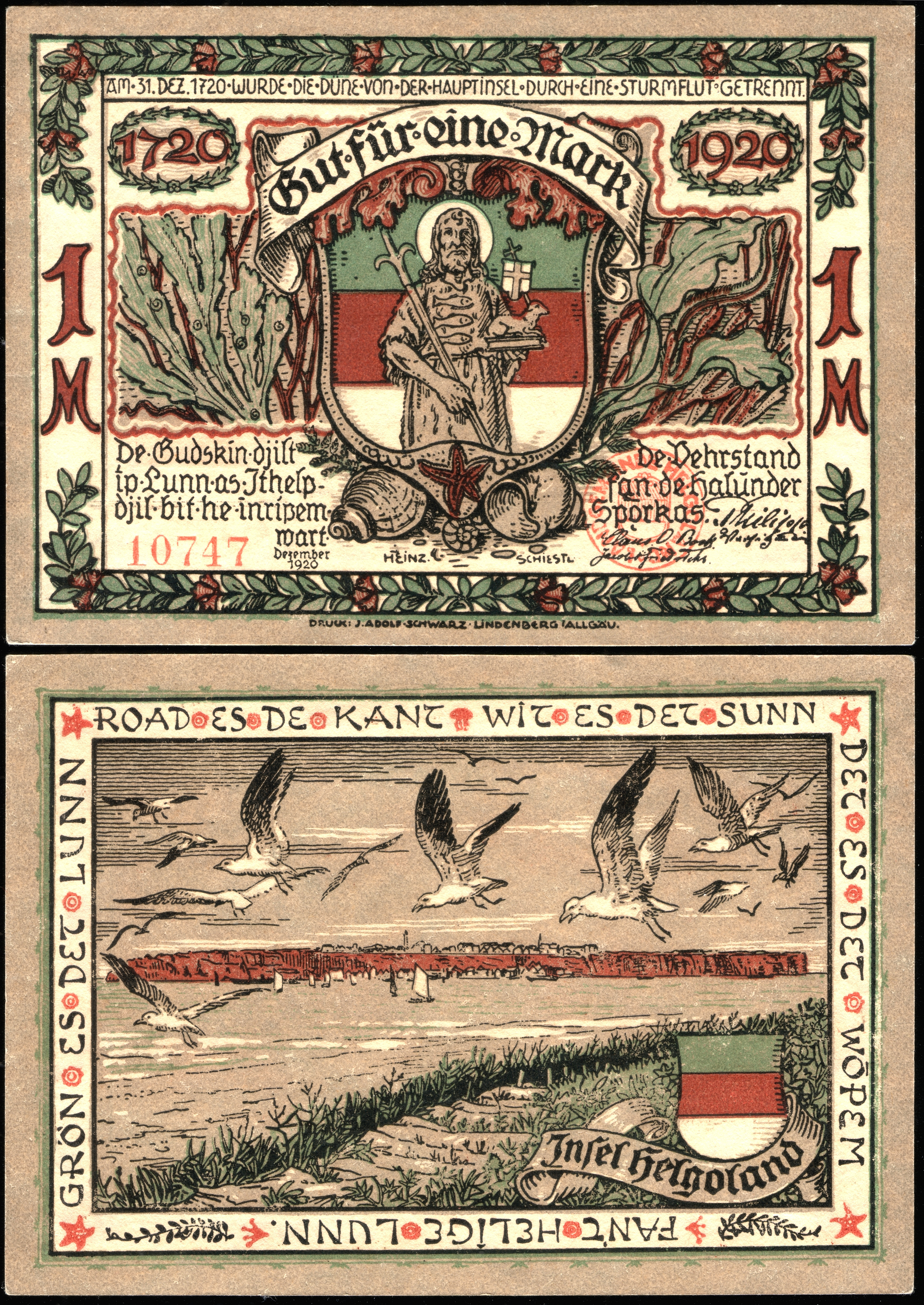
Helgoland 1 Mark, 1920
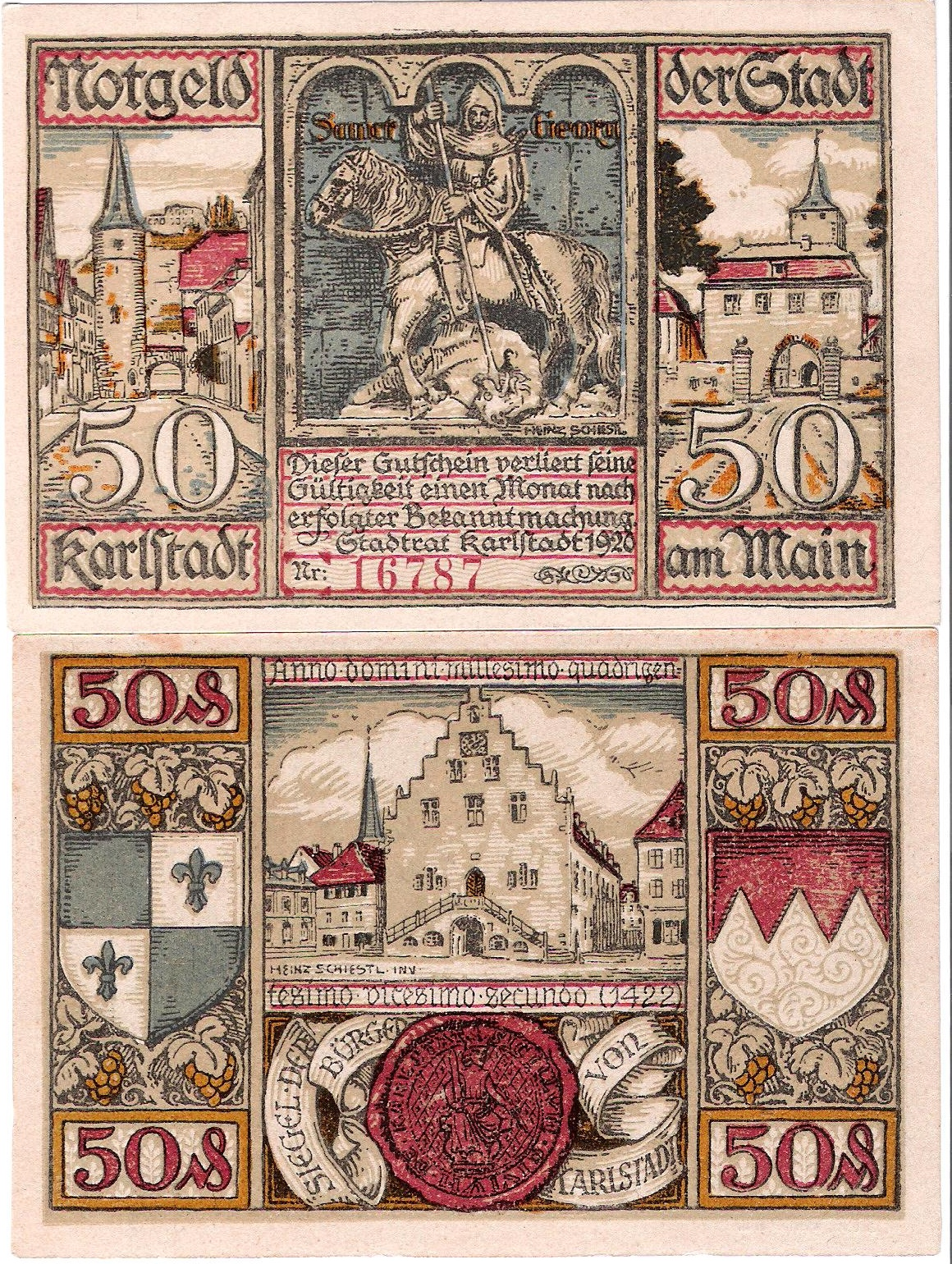
Karlstadt 50 Pfennig, 1920
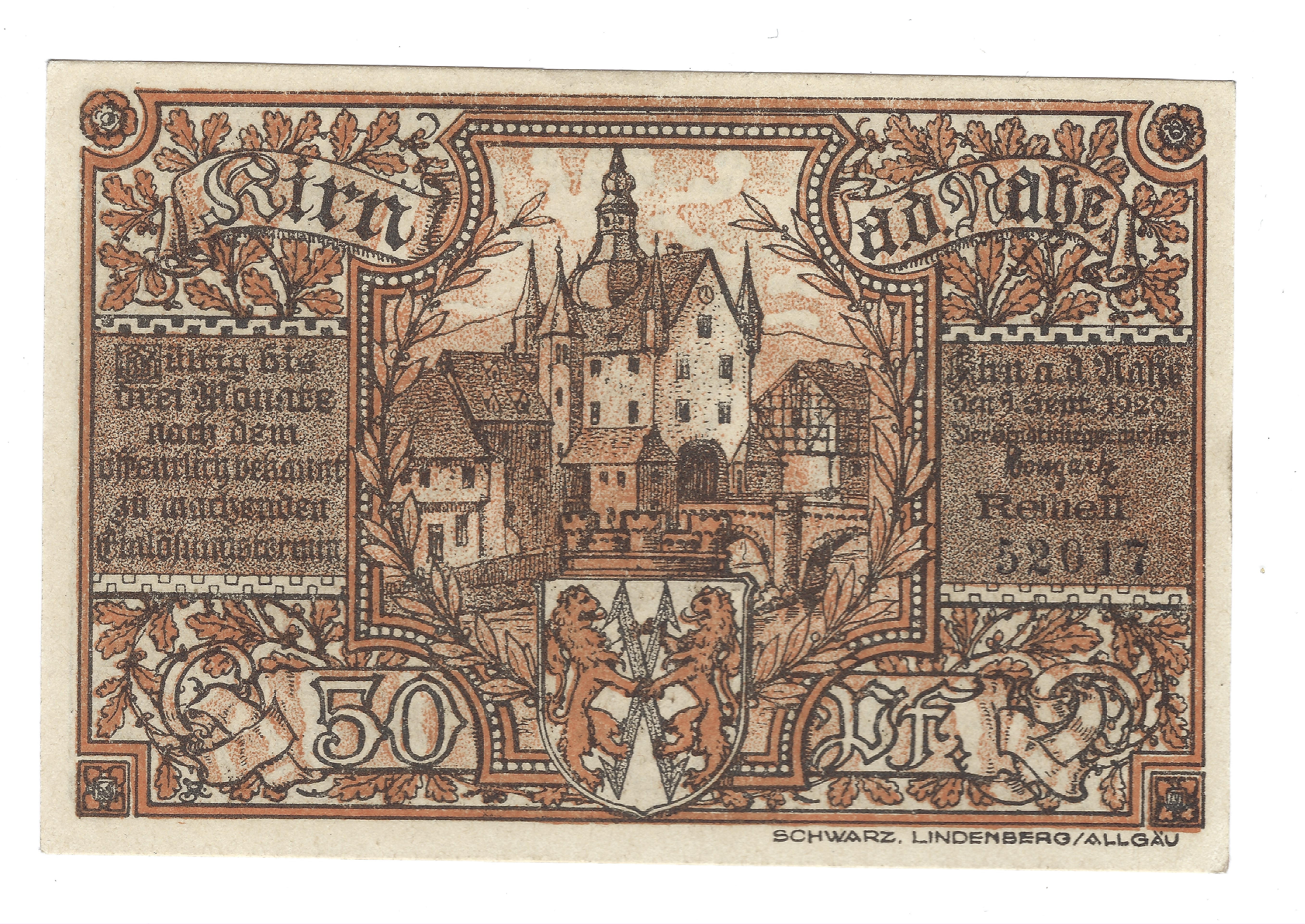
Kirn, Rheinland-Pfalz, 50 Pfennig 1920 Vorderseite
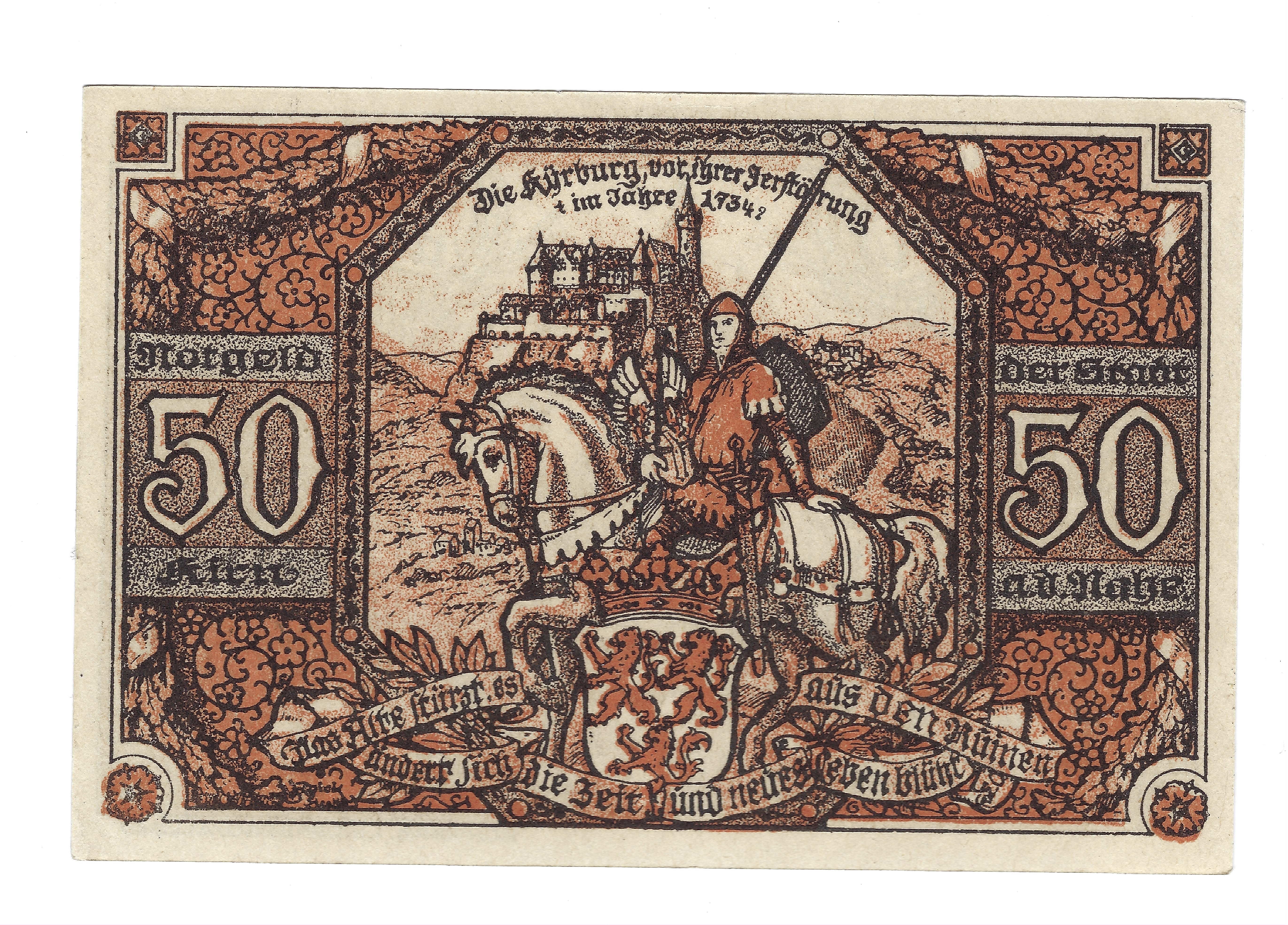
Kirn, Rheinland-Pfalz, 50 Pfennig 1920 Rückseite
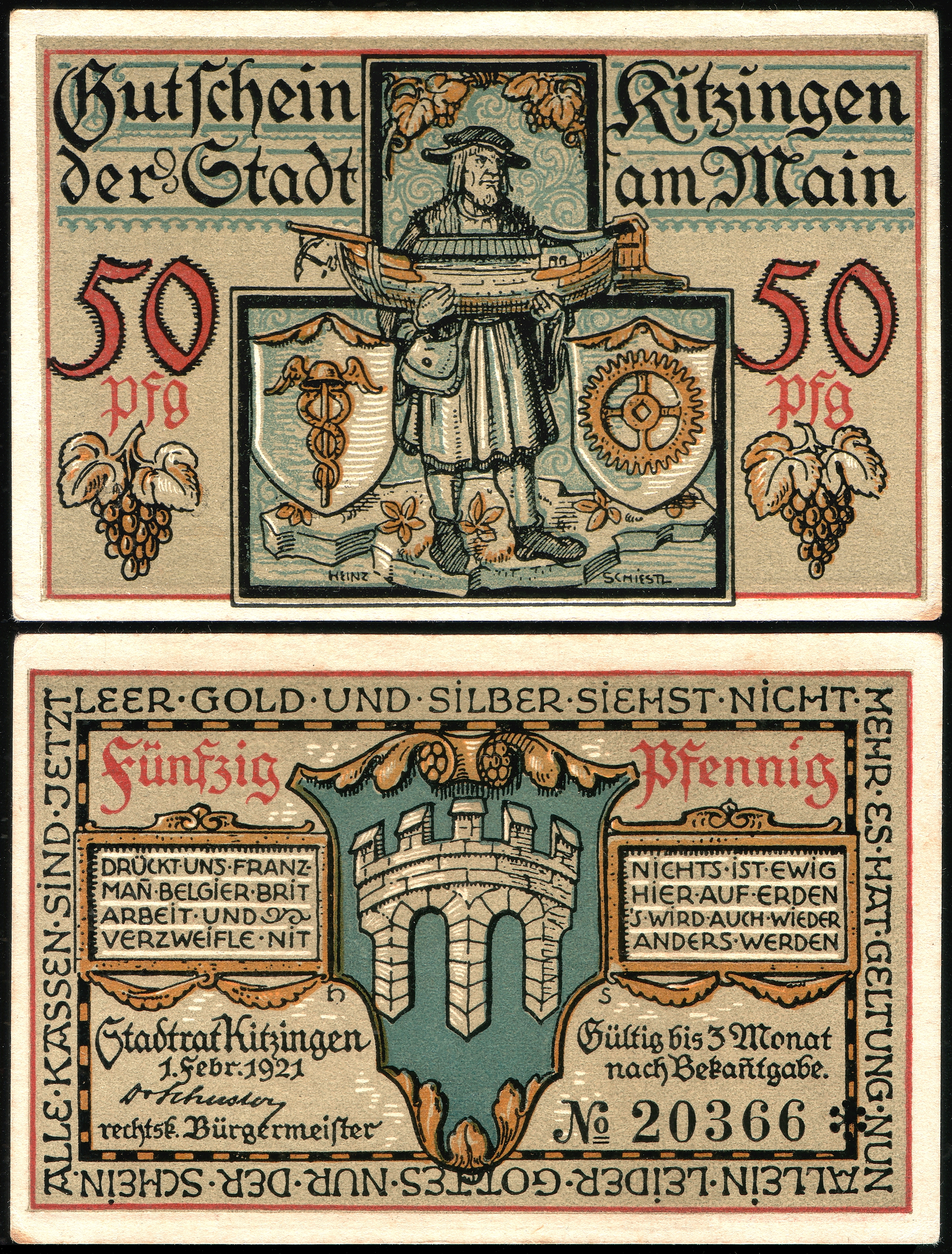
Kitzingen 50 Pfennig, 1921
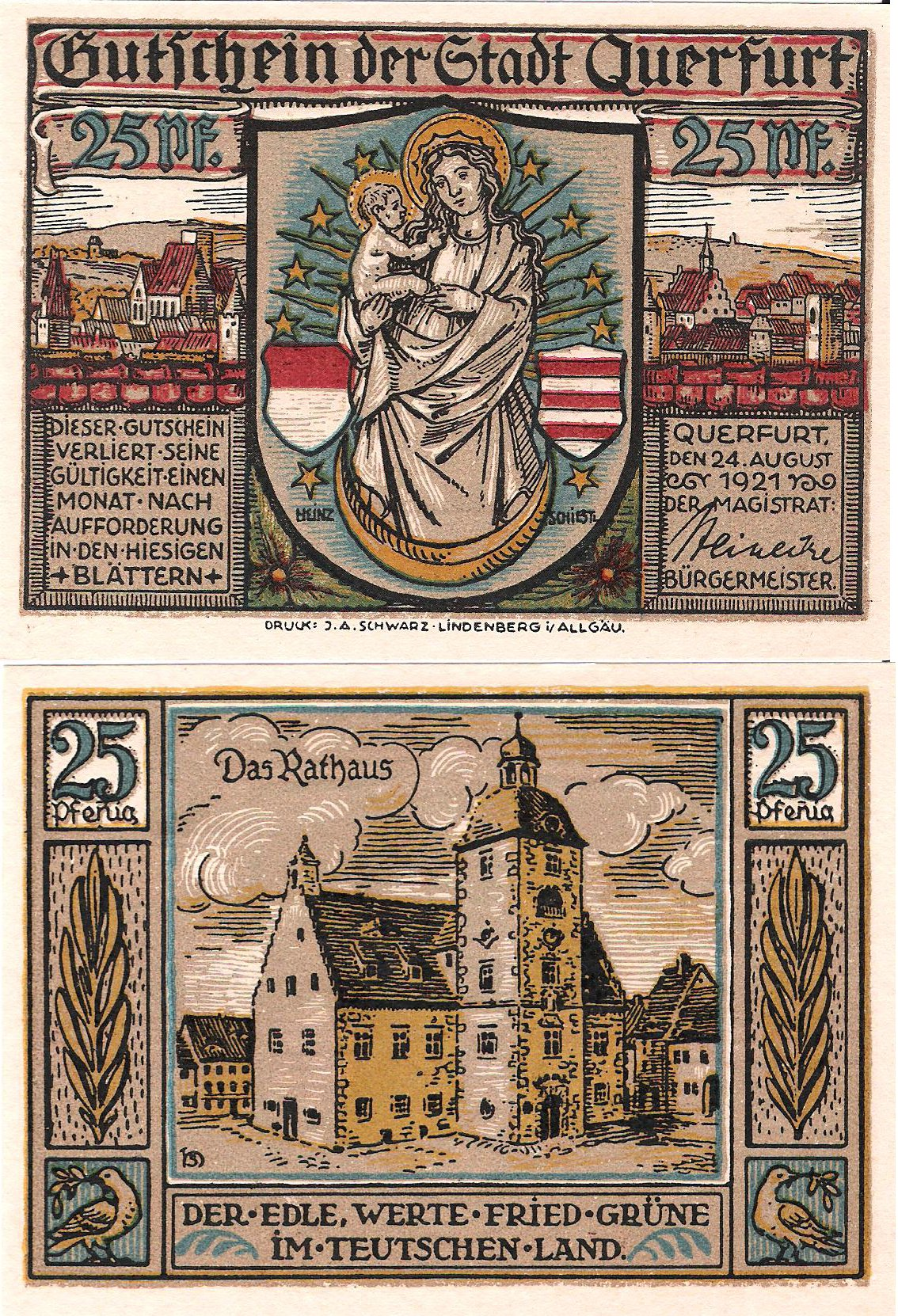
Querfurt 25 Pfennig, 1921
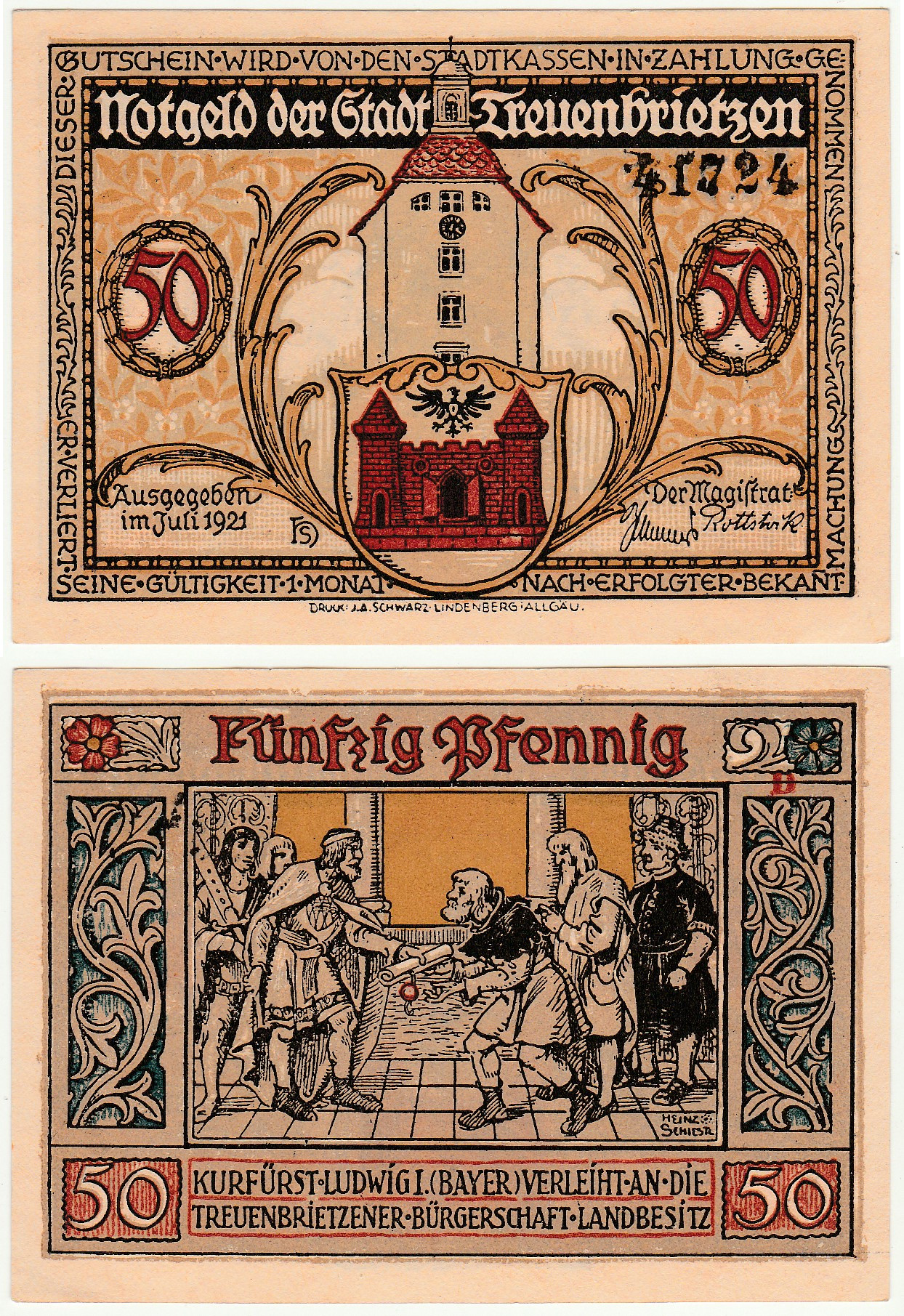
Treuenbrietzen 50 Pfennig, 1921
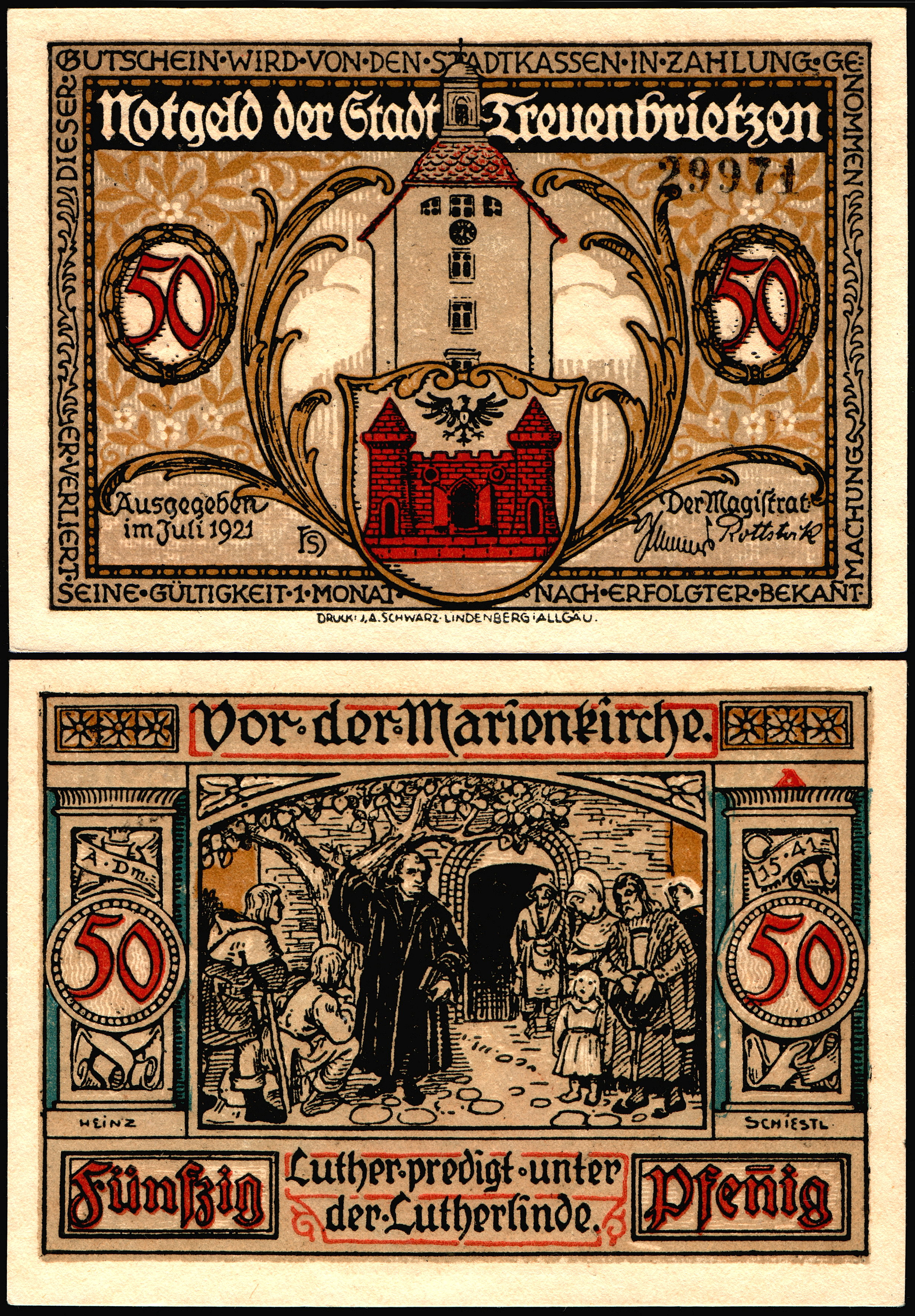
Treuenbrietzen 50 Pfennig, 1921
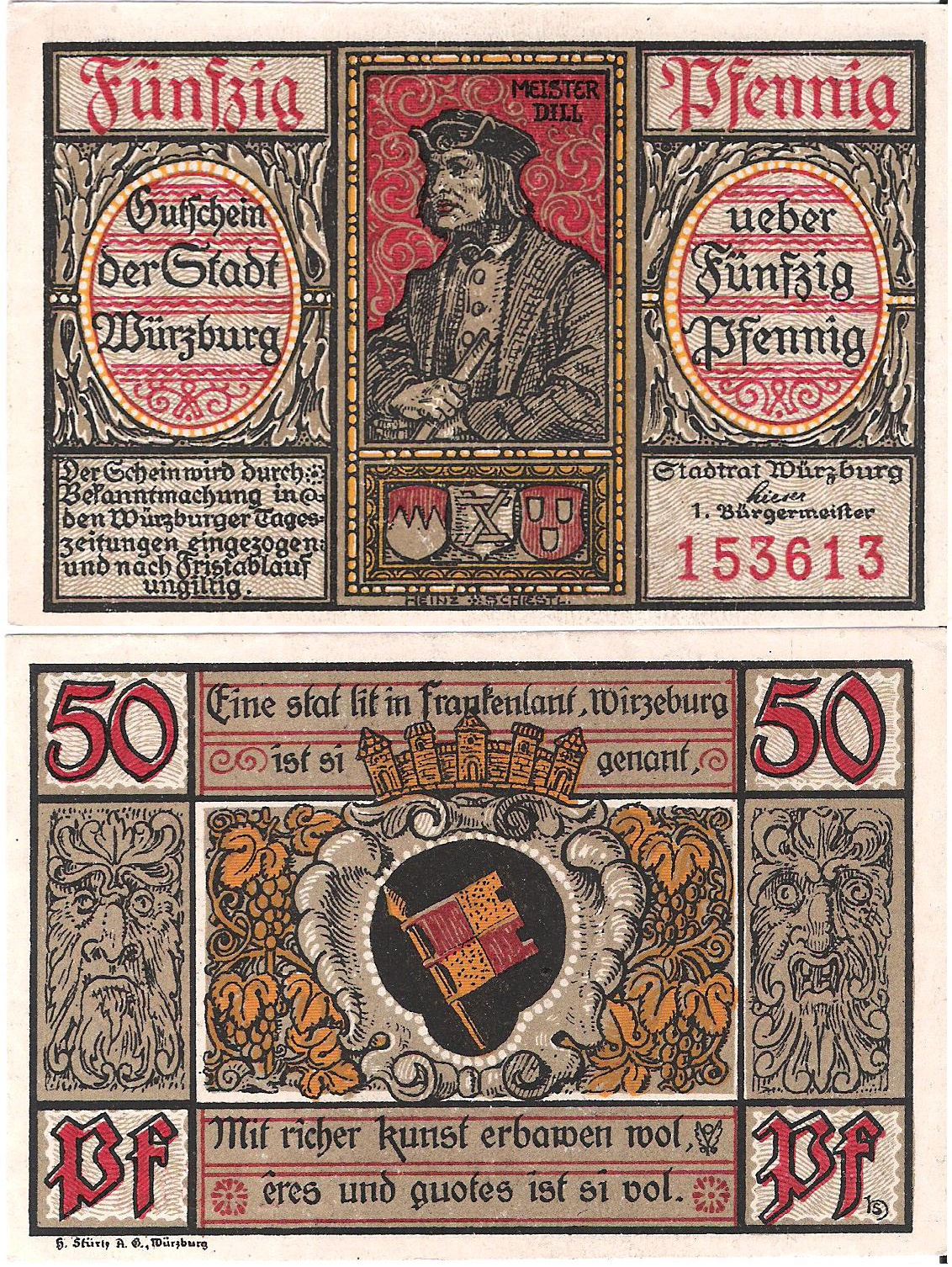
Würzburg 50 Pfennig, undatiert